# Saddle Peak, Antarktis
Saddle Peak är en bergstopp i Antarktis. Den ligger i Östantarktis. Nya Zeeland gör anspråk på området. Toppen på Saddle Peak är 960 meter över havet, eller 539 meter över den omgivande terrängen. Bredden vid basen är 5,0 km.
Terrängen runt Saddle Peak är huvudsakligen kuperad, men västerut är den platt. Trakten är obefolkad. Det finns inga samhällen i närheten.